# Heterochelus minutus
Heterochelus minutus är en skalbaggsart som beskrevs av Hermann Burmeister 1844. Heterochelus minutus ingår i släktet Heterochelus och familjen Melolonthidae. Inga underarter finns listade i Catalogue of Life.